# Redgillita
La redgillita és un mineral de la classe dels sulfats. S'anomena així pel primer cop on va ser localitzada: la mina Red Gill. Visualment és similar a la malaquita, i químicament ho és a la montetrisaïta.

## Classificació
Segons la classificació de Nickel-Strunz, la redgillita pertany a «07.D - Sulfats (selenats, etc.) amb anions addicionals, amb H₂O, amb cations de mida mitjana només; plans d'octaedres que comparteixen vores» juntament amb els següents minerals: felsőbanyaïta, langita, posnjakita, wroewolfeïta, spangolita, ktenasita, christelita, campigliaïta, devil·lina, ortoserpierita, serpierita, niedermayrita, edwardsita, carrboydita, glaucocerinita, honessita, hidrohonessita, motukoreaita, mountkeithita, shigaïta, wermlandita, woodwardita, zincaluminita, hidrowoodwardita, zincowoodwardita, natroglaucocerinita, nikischerita, lawsonbauerita, torreyita, mooreïta, namuwita, bechererita, ramsbeckita, vonbezingita, calcoalumita, nickelalumita, kyrgyzstanita, guarinoïta, schulenbergita, theresemagnanita, UM1992-30-SO:CCuHZn i montetrisaïta.

## Característiques
La redgillita és un sulfat de fórmula química Cu₆(SO₄)(OH)10·H₂O. Cristal·litza en el sistema monoclínic. La seva duresa a l'escala de Mohs és 2.

## Formació i jaciments
A la localitat tipus es va descriure en fractures primes en sulfurs de coure parcialment oxidats; probablement va ser formada en escombrera. En la localitat tipus va ser descrita associada a langita. Ha estat descrita a Àustria, Bolívia, Alemanya, Irlanda, Itàlia, Rússia i el Regne Unit.